# Vaçe Zela
Vaçe Zela (ur. 7 kwietnia 1939 w Lushnji, zm. 6 lutego 2014 w Bazylei) – albańska piosenkarka i aktorka.

## Życiorys
Po zakończeniu wojny przeniosła się wraz z rodziną z Lushnji do Tirany. Występowała początkowo w wojskowym zespole estradowym, skąd przeszła do Państwowego Zespołu Pieśni i Tańca. Sławę zyskała w 1962 wygrywając pierwszą edycję festiwalu Festivali i Këngës piosenką Fëmija i parë. Na scenach albańskich występowała przez dwadzieścia lat, zdobywając dziesięć razy główną nagrodę na Festivali i Këngës, w tym jedną wspólnie z Ramizem Kovaçim. Wystąpiła w dwóch filmach fabularnych. 
W 1992 zakończyła karierę artystyczną i wyjechała do Szwajcarii, gdzie wcześniej wyemigrowała jej córka.  Zmarła w Bazylei, gdzie leczyła się przez ostatnie lata życia na chorobę nowotworową. Pochowana na cmentarzu Sharre w Tiranie.
W życiu prywatnym była mężatką (mąż Pjetër Rodiqi), miała córkę (Irma).

## Dyskografia
- Çelu si mimoza
- Djaloshi Dhe Shiu
- E Dua Vendin Tim
- Esperanza
- Ëndrra Ime
- Flakë E Borë
- Fëmija E Parë
- Gjurmët E Arta
- Gjyshes
- Gonxhe Në Pemën E Lirisë
- Kur Jam Pranë Teje
- Këngë Për Shkurte Vatën
- Këngët E Vendit Tim
- Lemza
- Mesnatë
- Mësuesit Hero
- Natën Vonë
- Në Shtëpinë Tonë
- Në Çdo Zemër Mbjell Gëzim
- Nënë Moj Do Pres Gërshetin
- Nuk E Fshehim Dashurinë
- O Diell I Ri
- Për Arbërinë
- Rrisim Jetën Tonë
- Serenatë Për Nusen
- Shoqet Tona Ilegale
- Shqiponja E Lirisë
- Sot Jam 20 Vjeç
- Të Lumtur Të Dua
- Valsi I Lumturisë
- Vashëzo

## Role filmowe
- 1968: Estrada në ekran
- 1975: Kur hiqen maskat

## Nagrody i wyróżnienia
Za swoje osiągnięcia artystyczne została uhonorowana tytułem "Zasłużonego Artysty" (Artist i Merituar) w 1973 i Artysty Ludu (alb. Artist i Popullit) w 1977. W czasie jednej z wizyt w ojczystym kraju w grudniu 2002 otrzymała order "Honor Narodu" (alb. Nderi i Kombit) z rąk prezydenta Albanii, Alfreda Moisiu. Była pierwszą Albanką, która została uhonorowana tym odznaczeniem. Jej imieniem nazwano ulice w Tiranie, Durrësie i w Cërriku, a także szkołę w Tiranie. Albańskie ministerstwo kultury ogłosiło rok 2009 - rokiem Vaçe Zeli. Imię piosenkarki nosi teatr w Lushnji. Jej dom rodzinny w Lushnji został odrestaurowany przez władze miasta i zamieniony w muzeum, poświęcone artystce. W 2020 w Lushnji odsłonięto pomnik artystki.